# Етуёган
Етуёган (устар. Ету-Ёган) — река в России, протекает по территории Надымского района Ямало-Ненецкого автономного округа. Устье реки находится в 437 км по левому берегу реки Надым. Длина реки — 73 км.

## Данные водного реестра
По данным государственного водного реестра России относится к Нижнеобскому бассейновому округу, водохозяйственный участок реки — Надым. Речной бассейн реки — Надым.
Код объекта в государственном водном реестре — 15030000112115300047460.